# 91. vestlige længdekreds
Den 91. vestlige længdekreds (eller 91 grader vestlig længde) er en længdekreds, der ligger 91 grader vest for nulmeridianen. Den løber gennem Ishavet, Nordamerika, Mellemamerika, Stillehavet, det Sydlige Ishav og Antarktis.
91. vestlige længdekreds og 89. østlige længdekreds udgør tilsammen en storcirkel.